# Carlos Cervera Monge
Carlos Cervera Monge (València, 1829 - 19 d'abril de 1869) fou un metge i polític valencià, diputat a Corts durant el sexenni democràtic.

## Biografia
Pertanyia a una família benestant, però defensà sempre el liberalisme. Treballà com a metge a Russafa de 1844 a 1849, on es preocupà per la qüestió social i defensà la creació de societats de socors mutus. L'octubre de 1855 fou membre de la Diputació de València pel districte de Llíria dins les files del Partit Democràtic.
Va donar suport la revolució de 1868 i fou nomenat vocal de la Junta d'Instrucció Primària de València. A les eleccions generals espanyoles de 1869 fou elegit diputat per València. Tot i que va morir als pocs mesos a causa d'una llarga malaltia, destacà al Congrés dels Diputats per adoptar una postura pro-republicana i antireligiosa en la discussió dels articles 20 i 21 de la Constitució Espanyola de 1869. El seu escó fou ocupat per Rafael Cervera Royo. Un carrer de València duu el seu nom.